# (2308) Schilt
(2308) Schilt es un asteroide que forma parte del cinturón de asteroides y fue descubierto por Arnold A. Klemola y Carlos Ulrrico Cesco el 6 de mayo de 1967 desde el observatorio El Leoncito, Argentina.

## Designación y nombre
Schilt fue designado inicialmente como 1967 JM.
Más adelante se nombró en honor del astrónomo estadounidense de origen neerlandés Jan Schilt (1894-1982).

## Características orbitales
Schilt está situado a una distancia media de 2,55 ua del Sol, pudiendo alejarse hasta 2,989 ua y acercarse hasta 2,112 ua. Su excentricidad es 0,1719 y la inclinación orbital 14,17°. Emplea en completar una órbita alrededor del Sol 1488 días.